# Ateleute croccalis
Ateleute croccalis là một loài tò vò trong họ Ichneumonidae.